# 1929年ウィンブルドン選手権
1929年 ウィンブルドン選手権（1929ねんウィンブルドンせんしゅけん、The Championships, Wimbledon 1929）に関する記事。イギリス・ロンドン郊外にある「オールイングランド・ローンテニス・アンド・クローケー・クラブ」にて開催。

## シード選手

### 男子シングルス
1. アンリ・コシェ　（優勝、2年ぶり2度目）
2. ジャン・ボロトラ　（準優勝）
3. ビル・チルデン　（ベスト4）
4. フランシス・ハンター　（2回戦）
5. ウンベルト・デ・モルプルゴ　（3回戦）
6. ジョージ・ロット　（ベスト8）
7. ベラ・フォン・ケーリング　（ベスト8）
8. コリン・グレゴリー　（4回戦）

### 女子シングルス
1. ヘレン・ウィルス　（優勝、大会3連覇）
2. リリ・デ・アルバレス　（4回戦）
3. ベティ・ナットール　（3回戦）
4. アイリーン・ベネット　（4回戦）
5. ヘレン・ジェイコブス　（準優勝）
6. ボビー・ハイネ　（ベスト8）
7. シモーヌ・マチュー　（3回戦）
8. シリー・アウセム　（4回戦）

### 男子ダブルス
1. アンリ・コシェ＆ ジャック・ブルニョン
2. ジョージ・ロット＆ ジョン・ヘネシー
3. ビル・チルデン＆ フランシス・ハンター
4. イアン・コリンズ＆ コリン・グレゴリー

### 女子ダブルス
1. エリザベス・ライアン＆ ベティ・ナットール
2. フィービ・ワトソン＆ ペギー・ソーンダース
3. フィリス・コベル＆ ドロシー・シェパード＝バロン
4. アリダ・ニーブ＆ ボビー・ハイネ

### 混合ダブルス
1. アンリ・コシェ＆ アイリーン・ベネット
2. フランシス・ハンター＆ ヘレン・ウィルス
3. コリン・グレゴリー＆ エリザベス・ライアン
4. ジャン・ボロトラ＆ コルネリア・ボウマン

## 大会経過

### 男子シングルス
準々決勝
- アンリ・コシェ vs.  ヘンドリク・ティマー　6-4, 7-5, 6-2
- ビル・チルデン vs.  ピエール・ランドリー　6-4, 2-6, 6-3, 7-5
- ヘンリー・オースチン vs.  ジョージ・ロット　6-3, 6-3, 6-4
- ジャン・ボロトラ vs.  ベラ・フォン・ケーリング　6-2, 8-6, 6-3

準決勝
- アンリ・コシェ vs.  ビル・チルデン　6-4, 6-1, 7-5
- ジャン・ボロトラ vs.  ヘンリー・オースチン　6-1, 10-8, 5-7, 6-1

### 女子シングルス
準々決勝
- ヘレン・ウィルス vs.  ボビー・ハイネ　6-2, 6-4
- エルシー・ゴールドサック vs.  ビリー・タプスコット　6-3, 6-3
- ジョーン・リドレー vs.  メイ・サットン・バンディ　6-3, 6-2
- ヘレン・ジェイコブス vs.  メアリー・マキルカム　6-1, 6-0

準決勝
- ヘレン・ウィルス vs.  エルシー・ゴールドサック　6-2, 6-0
- ヘレン・ジェイコブス vs.  ジョーン・リドレー　6-2, 6-2

## 決勝戦の結果
男子シングルス
- アンリ・コシェ vs.  ジャン・ボロトラ　6-4, 6-3, 6-4

女子シングルス
- ヘレン・ウィルス vs.  ヘレン・ジェイコブス　6-1, 6-2

男子ダブルス
- ウィルマー・アリソン＆ ジョン・バン・リン vs.  イアン・コリンズ＆ コリン・グレゴリー　6-4, 5-7, 6-3, 10-12, 6-4

女子ダブルス
- フィービ・ワトソン＆ ペギー・ソーンダース vs.  フィリス・コベル＆ ドロシー・シェパード＝バロン　6-4, 8-6

混合ダブルス
- フランシス・ハンター＆ ヘレン・ウィルス vs.  イアン・コリンズ＆ ジョーン・フライ　6-1, 6-4